# Romániai Német Demokrata Fórum
A Romániai Német Demokrata Fórum (románul Forumul Democrat al Germanilor din România; németül Demokratisches Forum der Deutschen in Rumänien) a Romániában élő német kisebbség érdekképviseleti szervezete. A pártot az 1989-es román rendszerváltozás idején hozták létre. Az RNDF az ország területén szétszórtan élő német kisebbséget kívánja képviselni, közöttük az erdélyi szászokat, a bánáti és szatmári svábokat, illetve a Kárpátokon kívüli szórványban élő németséget. A román választási törvény értelmében a német kisebbség pártjaként egy képviselőt delegálhat a bukaresti parlamentbe.

## Története
Az RNDF túlélte azt, hogy Románia német lakosságának döntő többsége 1990-t követően kivándorolt Németországba. A párt az ezredforduló környékén erősödni kezdett és főként az egykori szász területeken tett szert befolyásra. 2000-ben az RNDF által jelölt Klaus Johannis-t választották Nagyszeben polgármesterévé. A pártelnöki tisztséget is betöltő politikus hamar népszerűvé vált, sikere nyomán a 2004-es választásokon a RNDF már három városban (Nagyszeben, Medgyes és Nagydisznód) illetve 5 községben szerezte meg a polgármesteri széket. 2008-ban a párt újabb sikert ért el a helyhatósági választásokon, ekkor három város és hét község élére választották meg jelöltjét, további 5 településen pedig frakciót alapíthatott. 2004-től kezdve a párt Szeben megye második legerősebb politikai pártja. Románia EU-taggá válását követően 2009-ig a párt egy képviselőt (Ovidiu Ganț, Európai Néppárt frakció) delegálhatott az Európai Parlamentbe.

### Elnökök
- 1990–1992: Thomas Nägler
- 1992–1998: Paul Philippi
- 1998–2002: Wolfgang Wittstock
- 2002–2013: Klaus Johannis
- 2013–: Paul-Jürgen Porr

## Fordítás
- Ez a szócikk részben vagy egészben a Demokratisches Forum der Deutschen in Rumänien című német Wikipédia-szócikk ezen változatának fordításán alapul.  Az eredeti cikk szerkesztőit annak laptörténete sorolja fel. Ez a jelzés csupán a megfogalmazás eredetét és a szerzői jogokat jelzi, nem szolgál a cikkben szereplő információk forrásmegjelöléseként.